# 埃里克·杜姆
埃里克·杜姆（德語：Erik Durm，1992年5月12日—）是德國的一位足球運動員。在場上可司職後衛以及前锋，現效力於德乙球隊凱沙羅頓。自2012年夏季開始，他加盟德国足球丙级联赛球隊多特蒙德二队，并在2013年8月10日首次代表多特蒙德一线队出战德甲的比賽。杜姆也曾代表德國各級青年國家隊參加比賽，並且被選入2014年巴西世界杯的德國國家足球隊的参赛名單。

## 俱乐部生涯
杜姆是在1998年于里施魏勒足球俱乐部（SG Rieschweiler）开始自己的足球生涯，并在2007年加盟萨尔布吕肯。在那里，使他完成了从17岁以下青年队到19岁以下青年队的转变。在代表萨尔布吕肯19岁以下青年队参加的2009-10赛季德国足球地区联赛中，杜姆以13个入球荣膺赛事最佳射手。2010年7月，他转投美因茨05青年队，并随队夺得2010-11赛季19岁以下青年联赛杯的冠军。在效力青年队期间，他曾于2010年12月4日被提拔至美因茨05二队参加对阵埃尔费尔斯贝尔格的比赛。这也是杜姆在整个2010-11赛季仅有的一次代表二队出场的机会。
在2011-12赛季，杜姆正式成为了美因茨二队的一员，并在最初的10场地区联赛中射入7球。其中在第7轮客场以3比0战胜特里尔的比赛中，他梅开二度。继在上半赛季射入9球后，他在下半赛季又射入4球。2012年1月，美因茨为杜姆提供了一份职业合同，但他没有立即应允，同时多特蒙德二队也对签下杜姆表现出浓厚的兴趣。
至2012-13赛季，杜姆转投于德国足球丙级联赛作赛的多特蒙德二队，并签署了一份期至2014年的合同。在季前的备战中，他获得了与一线队共同训练的机会。2012年7月21日，杜姆在球队客场以0比2不敌奥斯纳布吕克的比赛中完成了德丙联赛首秀。2013年5月18日，他随球队以1比0顺利击败斯图加特二队，从而确保多特蒙德二队在最后一轮比赛中保级成功。
2013年8月10日，杜姆在2013-14赛季的揭幕战中完成了自己的德甲首秀，他在球队客场以4比0战胜奥格斯堡的比赛中于第87分钟替换罗伯特·莱万多夫斯基出场。2013年8月底，多特蒙德将他的合同延长至2017年。杜姆在欧洲冠军联赛的处子秀是于2013年10月1日完成，他在球队主场以3比0战胜法国球队马赛的比赛中首发登场，并助攻莱万多夫斯基首开纪录。
自转会多特蒙德后，杜姆已由他所擅长的前锋位置转改踢边后卫。

### 法蘭克福
2021年4月10日，埃里克在球隊對上狼堡的主場比賽中踢進了在法蘭克福的第一個進球，也是睽違已久在德甲進球。

## 国家队生涯
杜姆曾在2011年分别代表德国19岁以下和20岁以下国家足球队出赛。他在19岁以下国家队的处子秀是在2011年5月31日帮助球队以3比0战胜匈牙利，并射入2球。随后他又在2011年11月12日对阵波兰（0比1）的比赛中完成了在20岁以下国家队的首演。2013年8月13日，杜姆首次代表德国21岁以下国家足球队出战，帮助球队以0比0战平法国。
2014年5月，杜姆被德国国家足球队主帅约阿希姆·勒夫召入了备战2014年世界杯足球赛的大名单，并在对阵喀麦隆的友谊赛中完成成年组国家队的首秀后，于2014年6月2日被选入最终进军巴西的23人参赛名单。

## 荣誉

### 球會
法蘭克福
- 歐霸盃冠軍：2021-22賽季[20]

### 國家隊
德國
- 世界杯足球赛冠军：2014